# Lista de duração da participação dos Estados Unidos em guerras
Lista da duração da participação das forças de combate convencionais dos Estados Unidos em grandes guerras: